# Ascraeus Mons
Ascraeus Mons is de meest noordelijke van drie vulkanen (algemeen bekend als Tharsis Montes) op de Tharsis bult bij de evenaar van de planeet Mars. Ten zuiden bevindt zich Pavonis Mons. De grootste vulkaan van het zonnestelsel, Olympus Mons, ligt ten noordwesten.
Ascraeus Mons is een van de grootste vulkanen op Mars. De top ligt 18.209 m boven het gemiddelde oppervlakteniveau van de planeet en heeft een atmosferische druk die minder is dan 0,8 mbar (80 Pa). De vulkaan heeft een diameter van 460 km, en is gevormd door lavastromen.